# Erik Dellums
Erik Todd Dellums (né en 1964) est un acteur et narrateur américain. 
Il a notamment joué le baron de la drogue Luther Mahoney pendant deux saisons dans Homicide et est la voix de Three-Dog dans le jeu vidéo 2008 Fallout 3 et celle d'Aaravos dans la série d'animation de Netflix Le Prince des dragons.  

## Jeunesse
Dellums est né dans la région de la baie de San Francisco, en Californie, et a déménagé à Washington, DC à l'adolescence. Il est diplômé de l'Université Brown en 1986 et a depuis travaillé à Los Angeles, New York et Washington, DC. Il est le fils de Leola Roscoe, avocate, et de Ron Dellums, l'ancien représentant américain de Californie et maire d'Oakland. Sa sœur Piper Dellums (en) est une auteur. 

## Carrière

### Acteur
Dellums fait des apparitions mineures dans plusieurs films de Spike Lee au début de sa carrière, tels que Nola Darling n'en fait qu'à sa tête (1986) et Do the Right Thing (1989).  
Son propre rôle enfant est joué par Travis Kyle Davis dans un film original de Disney Channel intitulé The Color of Friendship (2000) (en), contant le fait réel de l'accueil dans sa famille d'étudiant d'échange d'Afrique du Sud à l'époque de l'apartheid ; Dellums fait également une apparition en caméo.  
Il joue ensuite dans des drames policiers télévisés tels que New York Undercover, Homicide (dans lequel il joué baron de la drogue Luther Mahoney) et Sur écoute (dans lequel il joue un médecin légiste). Il a également joué un docteur dans Homeland.  

### Voix de personnages et narration
Il fait la voix du personnage Koh the Face Stealer dans la série animée Nickelodeon Avatar, le dernier maître de l'air, ainsi que la narration de Key Constitutional Concepts, un documentaire produit en 2006 par la Annenberg Foundation (en).
Dellums participe au jeu vidéo Fallout 3 sorti en 2008 et dans lequel il prête sa voix à  Three Dog. Il fait également la voix de Nazir dans The Elder Scrolls V: Skyrim. En 2013, réalise la voix de Nasus, un champion du jeu vidéo League of Legends.  
Il fait la narration de Mysterious Journeys (en) pour Travel Channel ainsi que celle des documentaires How the Universe Works (en) et NASA's Unexplained Files (en) pour Science Channel. En 2017, Il narre également The Planets - animée par l'ancien astronaute Michael Massimino et rebaptisée The Planets and Beyond pour sa deuxième saison en 2018. 
Dellums reprend le rôle de Three Dog dans la série YouTube Lore de ShoddyCast, et interprète également la voix de Prince / Emperor Arcann dans le jeu Star Wars: The Old Republic extension Knights of the Fallen Empire et sa suite Knights of the Eternal Trône. Il fait par ailleurs la voix du personnage Aaravos dans la série Netflix Le Prince des dragons. 

## Prises de position
Les écrits politiques et sociaux de Dellums sur son blog personnel ont gagné en notoriété en 2011, et ses critiques de la présidence de Barack Obama lui ont valu des apparitions sur Fox News Channel